# Johan Eberhard Ferber
Johan Eberhard Ferber, född 13 augusti 1678 i Karlskrona, död 29 juni 1761 i Ronneby, var en svensk botanist och amiralitetsapotekare i Karlskrona från 1701. Han var son till amiralitetsapotekaren Johan Ferber och övertog dennes apoteksrörelse, Amiralitetsapoteket Göta Lejon, när fadern dog. Han var bosatt i Augerum.
Johan Eberhard Ferber var far till Johan Henrik Ferber och svärfar till Carl Wijnbladh.